# صحفيون كنديون من أجل حرية التعبير
صحفيون كنديون من أجل حرية التعبير هي منظمة غير حكومية كندية يدعمها الصحفيين والمدافعين عن حرية التعبير. الغرض من إنشاء المنظمة هو الدفاع عن حقوق الصحفيين والمساهمة في تطوير حرية الصحافة في جميع أنحاء العالم. تقوم المنظمة على تشجيع حرية الصحافة حيث تدعمها بقوة وتُدافع عن الهدف الأوسع المتمثل في حرية التعبير في كندا وفي باقي دول العالم.

## الجوائز
أطلقت المنظمة الدولية لحرية الصحافة عام 1998 جوائز للتشجيع على حرية الصحافة ومن ثم التوعية بهذا العمل في كندا وخارجها. يُقام سنويا حفل عشاء يجمع بعض من أكبر الأسماء في وسائل الإعلام الكندية لتكريم الزملاء من كندا وحول العالم خاصة أولئك الذين تعرضوا للاضطهاد بسبب عملهم. تُعطى اثنين من الجوائز كل عام للصحفيين الأجانب الذين تغلبوا على صعاب كبيرة من أجل تغطية الأخبار. نال هذه الجائزة كل من الصحفية التونسية والناشطة في مجال حقوق الإنسان سهام بن سدرين ثم المصورة زهرة كاظمي والصحفي الكازاخستاني بايسيتوف ثم الصحفي الإيراني الآخر أكبر غانجي. حصلت الجائزة على اهتمام عالمي إلى حد ما بفضل اعترافها وتكريمها لمهنة الصحافة ومحاولتها بناء وعي يقوم على ضرورة حماية حقوق المراسلين. معظم المستفيدين من هذه الجائزة هم الأفراد الذين تصرفوا بشجاعة في المصلحة العامة دون التفكير في مكاسب شخصية خاصة أولئك الذين غامروا بحياتهم من أجل تصوير وتوثيق ما يحصل.